# Coplean, Cluj
Coplean (în maghiară Kaplyon) este un sat în comuna Cășeiu din județul Cluj, Transilvania, România.

## Așezare
Satul este situat pe șoseaua Dej - Baia Mare, la distanță de 8 km de municipiul Dej.
Satul este așezat pe malul drept al râului Someș, la apus de Castrul Roman de la Cășeiu și în vecinătatea fostului Castel Haller, o clădire medievală din secolul al XVI-lea în stilul rococo transilvan, cu numeroase și interesante sculpturi.

## Istorie
Cu ocazia reformei protestante biserica medievală a fost folosită ca biserică reformată, până când, la sfârșitul secolului al XVIII-lea a devenit din nou catolică.
În anul 1658 principele Acațiu Barcsay, de origine română, a așezat în sat mai multe familii de români. Aceștia au avut o biserică din lemn, situată la circa 80 m distanță de lăcașul construit ca biserică greco-catolică în anul 1900 (actuala biserică ortodoxă).

## Monumente
- Biserica romano-catolică din Coplean, monument istoric
- Castelul Haller, monument istoric

## Galerie de imagini

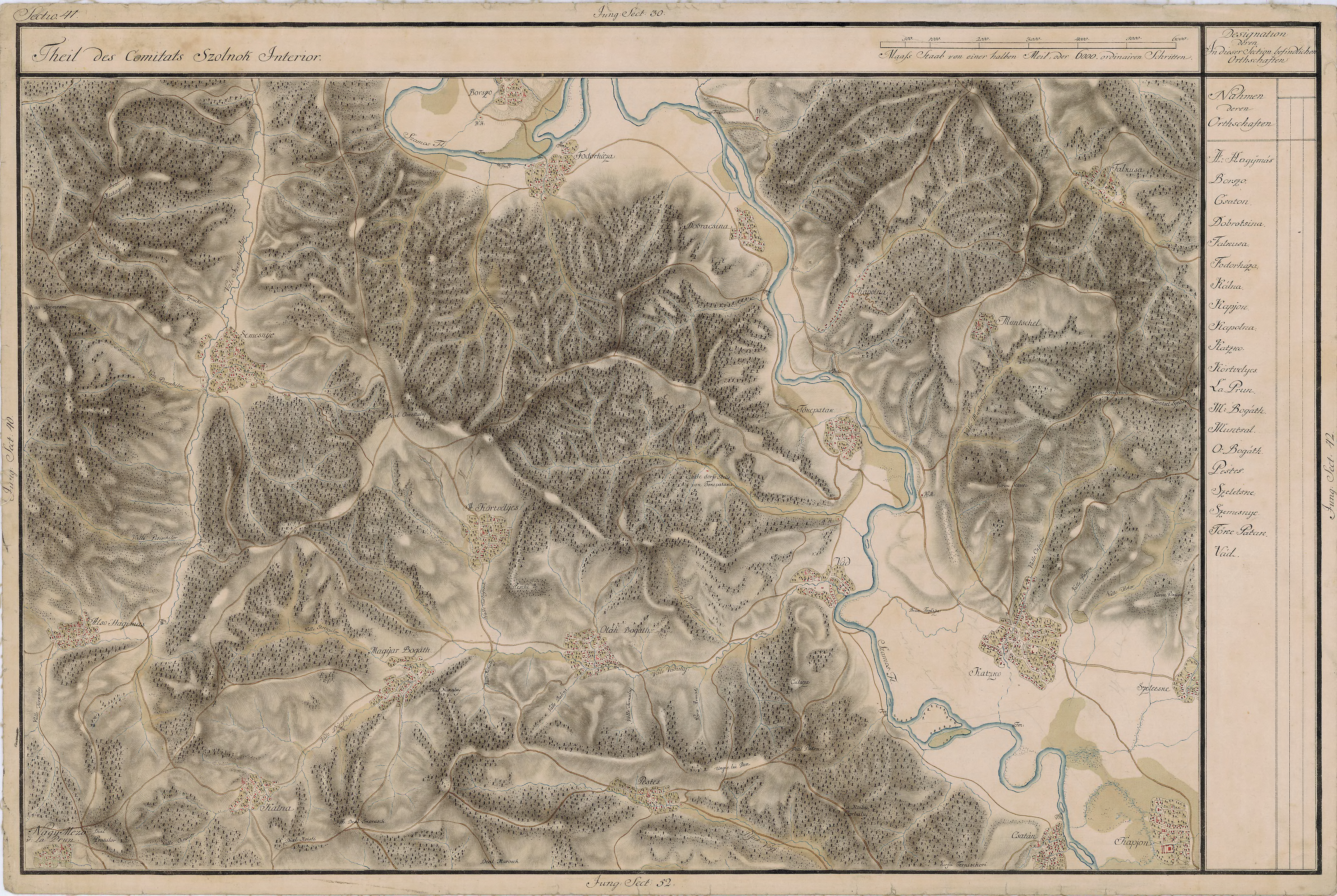
Coplean pe Harta Iosefină a Transilvaniei, 1769-1773
Comuna Cășeiu și satele componente
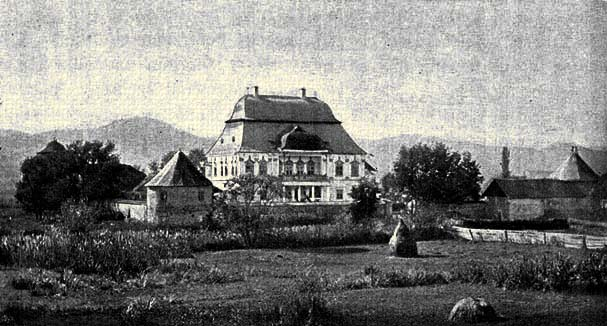
Castelul Haller la începutul secolului al XX-lea